# Hans Schulze
Hans Henrik Schreiber Schulze, född den 10 juli 1823 i Åsnes, död den 28 juni 1873 i Kristiania, var en norsk författare. 
Schulze blev juris kandidat 1846 och stiftade 1849 i Kristiania Den literære forening, vars medelpunkt han var, tills han 1850 blev fullmäktig hos sorenskriveren i Lofoten. Sedan 1856 var han sakförare, redaktör och affärsman i Åsnes i Hedemarkens amt, och representerade 1868–73 amtet i Stortinget, där han anslöt sig till Johan Sverdrups vänster, "Sakførerpartiet". Som vitter författare var Schulze tillsammans med Peter Christen Asbjørnsen och Bernhard Herre förelöpare till den senare realismen. 
Schulze författade bland annat Fra Lofoten og Solør (1865; "Skizzer från Norge. I. Från Lofoten och Solör", samma år), Skitser og fortællinger (1866) och Smaastykker (1870), av vilka de mest betydande är samlade i Udvalgte skrifter (postumt, med porträtt och biografi, 1882–83). Han försökte sig också, men utan större framgång, som dramatiker.